# Wittenförden
Wittenförden là một đô thị ở huyện Ludwigslust, bang Mecklenburg-Vorpommern, Đức. Đô thị này có diện tích 12,23 km², dân số thời điểm 31 tháng 12 là 2751 người. Đô thị này nằm ở biên giới phía tây của Schwerin bên hồ Neumühler. Ở đây có nhà thờ thế kỷ 19.